# Grenze zwischen Simbabwe und Südafrika

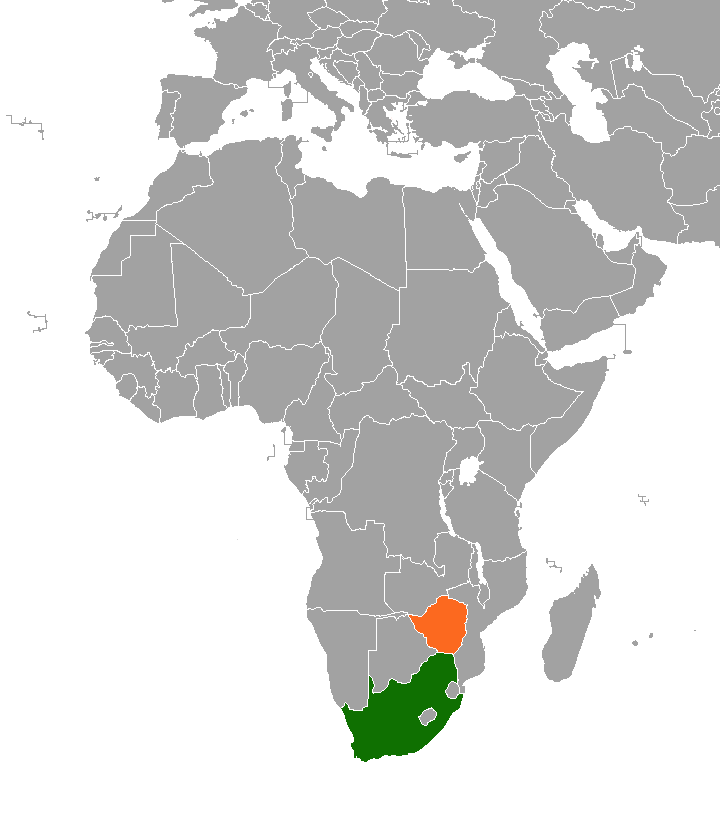
Die Grenze zwischen Südafrika (grün) und Simbabwe (orange)

Die Grenze zwischen der Republik Simbabwe und der Republik Südafrika ist etwa 250 Kilometer lang und verläuft in einem zusammenhängenden Abschnitt. Sie beginnt im Osten am nördlichen Rand des Kruger-Nationalparks und folgt bis zum Dreiländereck mit Botswana im Westen dem Lauf des Limpopo-Flusses.

## Geographie

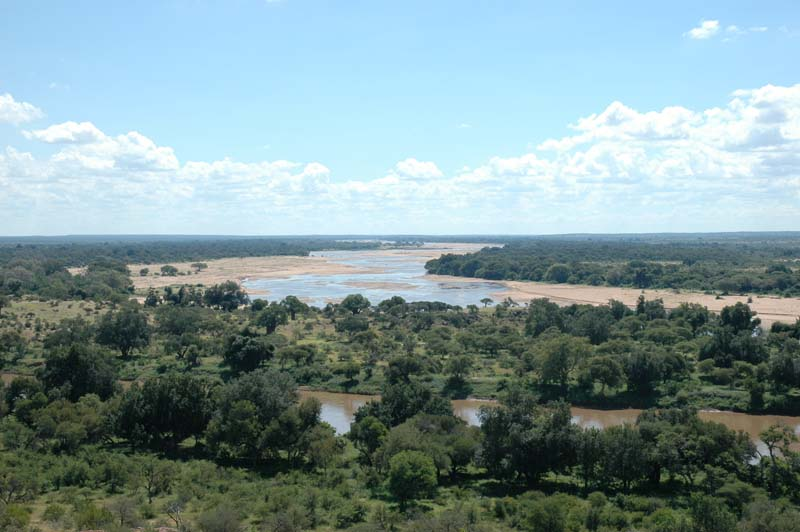
Am Grenzdreieck im Mapungubwe-Nationalpark. Der Fluss von links nach rechts ist der Limpopo; der Fluss, der am Horizont verschwindet, ist der Shashe

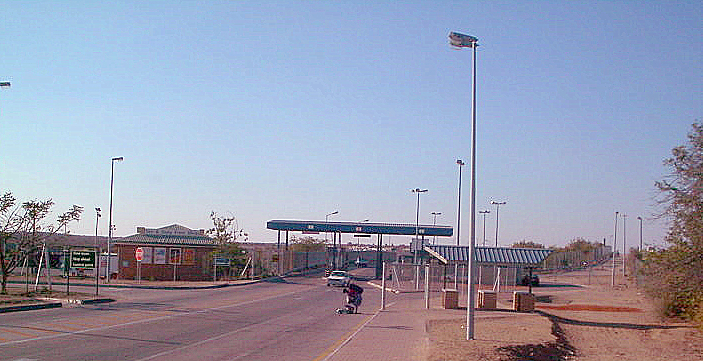
Grenzübergang auf südafrikanischer Seite bei Beit Bridge

### Grenzverlauf
Der östlichste Grenzpunkt, am Limpopo, bildet ein Dreiländereck am Crooks’ Corner zwischen den Staatsgrenzen Südafrikas mit Mosambik und Simbabwe. Von diesem Punkt erstreckt sich die Grenze, entlang des Flusses, in Richtung Westen und dabei allen seinen Krümmungen folgend. Stellenweise ist ihr Verlauf wechselseitig auf Uferabschnitten festgelegt.
Die Grenze beider Staaten bildet zugleich die Grenze der südafrikanischen Provinz Limpopo sowie der simbabwischen Provinzen Masvingo mit nur einem kurzen Abschnitt im östlichen Grenzbereich und Matabeleland South.
Der westliche Endpunkt des Grenzverlaufes stößt an das Staatsgebiet von Botswana und befindet sich im Mapungubwe-Nationalpark, wo der Shashe in den Limpopo mündet. Letzterer bildet die Fortführung der Staatsgrenze zwischen Südafrika und Botswana.

### Verkehrsverbindungen
Zur Querung der Grenze für den Straßenverkehr gibt es nur einen Brückenschlag, der sich mit einer kombinierten Straßen-Eisenbahnbrücke und einer neuen Straßenbrücke südlich der simbabwischen Stadt Beitbridge über den Limpopo erstreckt. Gleiches trifft für den Schienenverkehr zwischen beiden Staaten zu. An diesem Punkt verbinden die Nationalstraße N1 und die Fernstraße A4 beide Länder. Die Eisenbahnstrecke Pretoria–Bulawayo überschreitet hier parallel zur neuen Straßenbrücke gleichfalls die Grenze.
Das Befahren der 1994 eröffneten Straßenbrücke ist mautpflichtig. Je nach Verkehrsrichtung wird die Brückengebühr von einer simbabwischen (Zimbabwe National Road Administration, kurz: ZINARA) oder südafrikanischen Agentur eingezogen. Sie wurde durch die New Limpopo Bridge Projects Limited (NLP) in Regie der südafrikanischen Investorengruppe NLPI Ltd. erbaut.

### Wassergewinnung aus dem Grenzfluss
Im Grenzgebiet beider Staaten ist versucht worden, Wasser aus dem Limpopo zu gewinnen. Ein Bewässerungssystem in Simbabwe aus Grundwasserressourcen wurde bereits vor der Unabhängigkeit des Landes aufgebaut, jedoch wegen des zu hohen Salzgehalts des Limpopo-Aquifer wieder aufgegeben.
Die Aufnahme des Diamantenabbaus in der Venetia Mine im August 1992, inzwischen der größte Diamantenbergbau in Südafrika, machte eine Nutzwassergewinnung aus dem Limpopo erforderlich. Nach den Ergebnissen der Vorplanungen und Variantenuntersuchungen wurde bei Beitbridge ein Wehr errichtet, dessen Baukörper auf beiden Seiten der Grenze bzw. der Uferzonen ausläuft.

## Grenzübergang
Es gibt zwischen beiden Staaten offiziell einen Grenzübergang. Der Grenzübergang Beitbridge/Beit Bridge ist eine wirtschaftlich und touristisch bedeutsame Verkehrskontroll- und Zollerfassungsstelle im südlichen Afrika, da die hier verlaufenden internationalen Verkehrswege zu den stark frequentierten Nord-Süd-Fernverbindungen in diesem Teil des Kontinents zählen.
Wegen auftretender hoher Verkehrsstärke am Grenzposten Beit Bridge plant Südafrika in Absprache mit Simbabwe und Botswana die Errichtung weiterer Grenzübergänge nach Simbabwe, so in der Nähe von Mapungubwe (Lage 22° 12′ 42,5″ S, 29° 24′ 12,3″ O) und Chikwarakwara (Lage 22° 19′ 5,3″ S, 31° 4′ 33,3″ O).
| Simbabwe | Simbabwe      | Südafrika | Südafrika                               | Anmerkungen | Koordinaten                                                                                      |
| Straße   | Grenzübergang | Straße    | Grenzübergang                           | Anmerkungen | Koordinaten                                                                                      |
| -------- | ------------- | --------- | --------------------------------------- | --- | ------------------------------------------------------------------------------------------------ |
| A4       | Beitbridge    | N1        | Beit Bridge, Beit Bridge Border Control | modern ausgebauter Grenzübergang, internationale Frachtabfertigung und Kontrolle des Personenreiseverkehrs, 24 Stunden für Touristen, 6–18 Uhr für Frachtabfertigung | Lage in Simbabwe 22° 13′ 5″ S, 29° 59′ 11,5″ O Lage in Südafrika 22° 13′ 44,8″ S, 29° 59′ 8,1″ O |

## Geschichte
Die Grenze beider Staaten wird seit Jahrzehnten von Arbeitsmigranten aus Simbabwe und anderen afrikanischen Staaten in großer Zahl passiert, die in Südafrika legale und informelle Beschäftigung finden.
In besonderer Weise ziehen landwirtschaftliche Betriebe in der Region von Musina ihren Nutzen aus der Anwesenheit simbabwischer Grenzgänger, da sie als billige Arbeitskräfte zur Verfügung stehen. Die Lebensverhältnisse in dieser Gruppe sind vielfach prekär. Zur Linderung dieser Notsituationen in der Grenzregion begann die südafrikanische katholische Kirche 2008 im Township Nancefield (im Nordbereich von Musina) mit einer Essensversorgung für ankommende Flüchtlinge. Mitarbeiter der Hilfsorganisation MSF beteiligen sich seit 2007 mit medizinischer Grund- und Erstversorgung für simbabwische Flüchtlinge auf den Farmen, in Siedlungen um Musina und im Zentrum von Johannesburg. Ferner ist hier die britische Kinderhilfsorganisation Save the Children tätig.
Der Luxuszug Pride of Africa fährt auch auf der hier grenzüberschreitenden Bahnstrecke über Bulawayo zu den Victoriafällen.

### Illegale Aktivitäten am Grenzübergang bis 2019
Im Bereich des Grenzübergangs von Beitbridge wurden wiederholt Aktivitäten des illegalen Waffenhandels und Drogenschmuggels festgestellt. (Bericht von 2015)
Im Dezember 2019 wurden von simbabwischen Behörden am Grenzübergang Beitbridge 3967 Personen festgenommen, die gegen Bestimmungen des Einwanderungsrechts verstoßen hatten. Die häufigsten Delikte waren Grenzspringen (border jumping) an den Zaunanlagen, Vermeidungsverhalten, um einen Pass nicht stempeln zu lassen sowie die Grenzpassage mit gestohlenen Personaldokumenten. Nach statistischen Aufzeichnungen wurden im Dezember 2019 beim Grenzübertritt 200 Kinder ohne Papiere in Begleitung Dritter in Richtung Südafrika oder Simbabwe aufgegriffen. Der Schmuggel von Minderjährigen in beide Länder ist in den Ferienzeiten ein verbreitetes Phänomen, teilweise mit Billigung der Eltern. 10 Personen wurden wegen Menschenschmuggels von Gerichten verurteilt. Laut eines Zeitungsberichtes kamen die meisten aufgegriffenen Kinder aus Bulawayo, Harare und Chiredzi. Ihre Ziele in Südafrika waren hauptsächlich Johannesburg und Kapstadt. Ferner gab es zahlreiche Versuche mit zerstörten oder ungültigen Reisedokumenten die Grenze in Beitbridge zu passieren. Darunter befanden sich Personen aus Burundi, Guinea-Bissau, Indien, Kenia, Malawi, Mosambik, Nigeria, Ruanda, Südafrika, Tansania und Uganda.

### Seit 2020
Ein Umbau des Grenzübergangs Beit Bridge/Beitbridge mit einer umfassenden Modernisierung startete im Februar 2020 und soll sich über zwei Jahre erstrecken. Zeitgleich wird in Simbabwe die Fernstraße zwischen Harare und Beitbridge saniert. Die monatliche Verkehrsfrequenz betrug Anfang 2020 (kurz vor dem Beginn der COVID-Pandemie) 200.000 Reisende, 30.000 Busse, 100.000 Kleinfahrzeuge und 35.000 LKW.
Als im März 2020 die COVID-19-Pandemie in Südafrika begann, erteilte das Ministerium für öffentliche Arbeiten im Rahmen der Covid-19-Sofortmaßnahmen den Auftrag für den Bau eines über 40 Kilometer langen und 1,80 m hohen Grenzzaunes am einzigen Grenzübergang zwischen Simbabwe und Südafrika. Die Ministerin für öffentliche Arbeiten und Infrastruktur Patricia de Lille behauptete im März 2020, die Anlage diene dem Schutz der Ein- und Ausreisenden, die Gesundheitskontrollen durchlaufen sollten. Eine Abstimmung mit den Nachbarländern und der Afrikanischen Union habe stattgefunden. Mit den Arbeiten wurde am 26. März 2020 begonnen. Die Kosten wurden auf 37 Millionen Rand geschätzt.
Allein die Rollen für 46 Kilometer Stacheldraht kosteten mehr als zwei Millionen Euro. Gerichte befassten sich später mit Korruptionsvorwürfen und verurteilten Korrumpierte zur Rückzahlung. Der Zaun war und ist leicht zu durchschneiden, hat an vielen Stellen Löcher und hat den Spitznamen „Wäscheleine“, weil am Draht Müll und Stofffetzen hängen.